# Infraspinatus

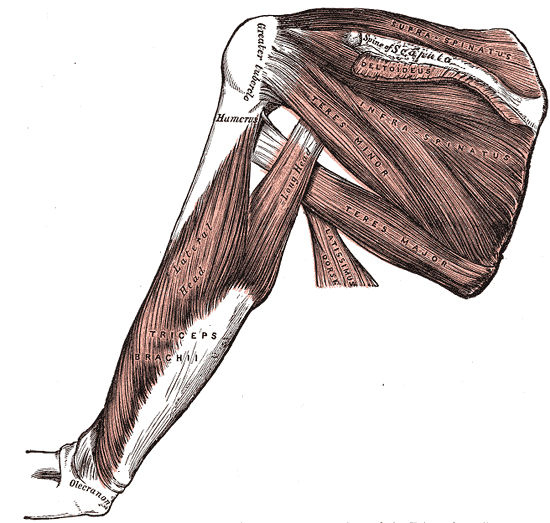
Övre extremitetens muskler sedda bakifrån (dorsalt). Infraspinatus syns till höger under skulderkammen.

Infraspinatus (latin: musculus infraspinatus) är en tjock, triangulär skelettmuskel som ingår i övre extremitetens muskulatur och hör också till rotatorkuffens fyra muskler.
M. infraspinatus har sitt ursprung i fossa infraspinata på skulderbladets (scapula) baksida (facies dorsalis scapulae). Muskelns har sitt fäste vid ett av överarmsbenets (humerus) laterala tuberkler (tuberculum majus).
M. infraspinatus bidrar vid utåtrotation av armen.
Skulderkammen (spina scapulae) åtskiljer m. infraspinatus från m. supraspinatus som också ingår i rotatorkuffen.